# Де ля Рок, Франсуа
Анне Мари Жан Франсуа де ля Рок, де Северак (фр. Annet Marie Jean François de La Rocque (de Séverac); 6 октября 1885, Лорьян — 28 апреля 1946, Париж) — французский военный и правоконсервативный политик. Лидер организации Огненные кресты, основатель Французской социальной партии (PSF). Около года служил в администрации Виши. Был арестован гестапо за связь с британской разведкой. После войны вновь арестован во Франции по обвинению в коллаборационизме. Обвинение снято посмертно.

## Военная служба
Франсуа де ля Рок — представитель потомственной военной аристократии. Его отец, Раймон де ля Рок, был генералом французской армии. Старший брат, Раймон, командовал батальоном и погиб в Первую мировую войну. Младший брат, Пьер, являлся советником графа Парижского. Двое сыновей были военными лётчиками и погибли при выполнении боевых заданий. Прадед де ля Рока воевал против Французской революции в войсках первой антифранцузской коалиции 1792 года.
В 1905 году Франсуа де ля Рок окончил элитную военную школу Сен-Сир. Служил в Северной Африке кавалеристом и военным разведчиком. В 1914—1916 участвовал в Первой мировой войне. В 1918 году получил командование батальоном, став самым молодым батальонным командиром французской армии. Был трижды ранен. Награждён Военным крестом и Орденом Почётного легиона.
В 1919—1927 годах служил в штабе маршала Фоша, был членом французской военной миссии в Восточной Европе. Предлагал усилить военную помощь Польше как барьеру против СССР и Германии. Участвовал в Рифской войне. Вышел в отставку в 1928 году.

## Огненные кресты
Вступил в ветеранскую организацию «Огненные кресты». С 1932 возглавил её в статусе полковника. Под руководством де ля Рока сравнительно немногочисленное и принципиально аполитичное ветеранское объединение превратилось в массовое консервативное движение и превратилось в центр притяжения «мятежных лиг». В конкуренции за политическое влияние де ля Рок одержал победу над лидером Патриотической молодёжи Пьером Теттенже.
В 1934 де ля Рок изложил свои социально-политические взгляды в книге Service public («Государственная служба»). Его программа была выдержана в русле правого национал-патриотизма и консервативного традиционализма. Прекращение классовой борьбы и партийных конфликтов, усиление государственной власти, переход от парламентского правления к президентскому, укрепление традиционной католической морали, социальная ответственность капитала и межклассовое сотрудничество — всё это не выходило за рамки правого консерватизма и социального католицизма. Де ля Рок выступал в поддержку полного еврейского и женского равноправия. Во внешней политике он считал оптимальным постепенное формирование «Соединённых Штатов Европы» на основе экономической интеграции. Такие позиции были вполне интегрированы в политическую систему Третьей республики.
Однако принадлежность де ля Рока к дворянской семье с контрреволюционной репутацией, руководство организацией бывших военнослужащих, склонность к многозначительным умолчаниям (обычно ничего не подразумевавшим) создавали неадекватный имидж военного заговорщика, роялиста, а для левых — даже «фашиста». Последняя характеристика опровергалась в специальных исследованиях и обзорах. Скорее де ля Рок был противником фашизма — как движения радикального и «плебейского» с точки зрения аристократа в ряде поколений.
В силу своего консерватизма Франсуа де ля Рок пребывал в оппозиции либеральным и центристским правительствам. Однако он строжайше соблюдал законность. Во время массовых беспорядков 6 февраля 1934 года «Огненные кресты» поддерживали ультраправых мятежников, но воздерживались от насилия. Неучастие опытных фронтовиков в уличных столкновениях в значительной степени предопределило провал путча. Деятель лиги «Французское действие» Морис Пюжо, соратник Шарля Морраса, обвинял де ля Рока в предательстве.

## Социальная партия
В июне 1936 года левоцентристское правительство Народного фронта издало распоряжение о роспуске «Огненных крестов». Франсуа де ля Рок приступил к формированию консервативной Французской социальной партии (PSF). В короткий срок PSF превратилась в крупнейшую партию страны — более миллиона членов. Партия была связана с церковью и католическими профсоюзами, опиралась на сеть общественных организаций — от культурно-просветительских и благотворительных до спортивных обществ и авиационных клубов «Клубов Жана Мермоза».
Если бы PSF действовала к выборам 1936, она наверняка создала бы крупную парламентскую фракцию и претендовала на правительственную власть. Популярность партии была обусловлена массовой тревогой средних слоёв на фоне левого политического крена. Крестьяне, ремесленники, торговцы, служащие (в совокупности составлявшие большинство тогдашнего населения Франции) тяготели к порядку и стабильности. Консервативный офицер-ветеран под лозунгом Travail, Famille, Patrie — «Труд, Семья, Отечество» в наибольшей степени символизировал эти чаяния. Он представлялся мелкому собственнику надёжной защитой и от коммунистических экспроприаторов Тореза, и от монархических реставраторов Морраса, и от фашистских погромщиков Дорио. Не только амбиции трёх лидеров, но и указанные различия привели к срыву предложенной Дорио коалиции Фронт свободы — объединения PSF, PPF и Action française. Кроме того, де ля Рок считал свою партию достаточно сильной для самостоятельных действий.
В отношении гитлеровской Германии Франсуа де ля Рок занимал позицию французского националиста. В отличие от многих правых деятелей, выступавших под лозунгом «Лучше Гитлер, чем Народный фронт», он настаивал на военных приготовлениях и готовности к отпору потенциальной германской агрессии. При этом де ля Рок оставался непримиримым антикоммунистом.

Наш идеал свободы и защиты христианской цивилизации отторгает и нацистское иго, и московскую тиранию … Немецкая опасность сегодня — первый видимый уровень. Русская опасность — в основном моральная. Но одна дополняет другую.

Франсуа де ля Рок

## Виши и разведка
В ходе боёв с немцами 1940 года погиб Жан-Франсуа де ля Рок, сын Франсуа де ля Рока. 6 июня 1940 де ля Рок написал в органе PSF статью Résistance — «Сопротивление» (первое озвучивание термина). Перемирие 22 июня 1940 де ля Рок охарактеризовал негативно, сказав, что оно не остановит боевых действий. Тогда же он осудил все виды коллаборационизма: «Нет сотрудничества при оккупации». 5 октября 1940 в том же партийном издании де ля Рок выступил против преследования евреев.
Оккупационные власти запретили PSF. Особенно резко критиковали де ля Рока радикальные коллаборационисты, прежде всего, Дорио. Идеи «национальной революции» в неосоциалистических интерпретациях Дорио или Деа были в общем чужды де ля Року. В то же время он достаточно однозначно высказывался против генерала де Голля.
При всех тактических разногласиях де ля Рок и Петэн были очень близки по крайне консервативным взглядам. Де ля Рок отказывался от сотрудничества с оккупантами, говорил об антихристианском характере нацизма. Однако он не отказался от предложения занять должность в административном аппарате Виши. Служил советником Петэна.
В том же 1941 году Франсуа де ля Рок установил контакт с британской разведкой. Немало активистов PSF приняли участие в подпольном Сопротивлении. Исследователи относят к их числу и самого Франсуа де ля Рока.
9 марта 1943 он был арестован гестапо вместе с более чем 150 активистами PSF. Содержался в различных тюрьмах Франции, Австрии и Чехословакии. Освобождён американцами 5 мая 1945 в результате боя у замка Иттер.

## Переоценка
Во Франции вновь арестован за службу в аппарате Виши, затем переведён под домашний арест. Скончался в статусе обвиняемого в коллаборационизме. В 1961 посмертно награждён специальной медалью депортированного и интернированного за акты Сопротивления. Правительство Мишеля Дебре принесло извинения за допущенную в отношении де ля Рока несправедливость.

Я обнаружил, что с этим человеком обошлись несправедливо. Его тексты контрастируют с созданной ему репутацией. Он не был фашистом.

Франсуа Миттеран

Франсуа де ля Рок был профессиональным военным, убеждённым консерватором и национал-патриотом. Однако его политическая значимость оказалась в значительной степени «виртуальна» и создана противниками в пропагандистских целях. Не исключено, что если бы во главе организации фронтовиков и миллионной партии оказался деятель с качествами Жака Дорио, политический обвал во Франции наступил бы заметно раньше 1940 года. С другой стороны, в иных внешних обстоятельствах социально-консервативная партия могла стать конструктивной силой.